# Robinzonád (irodalom)

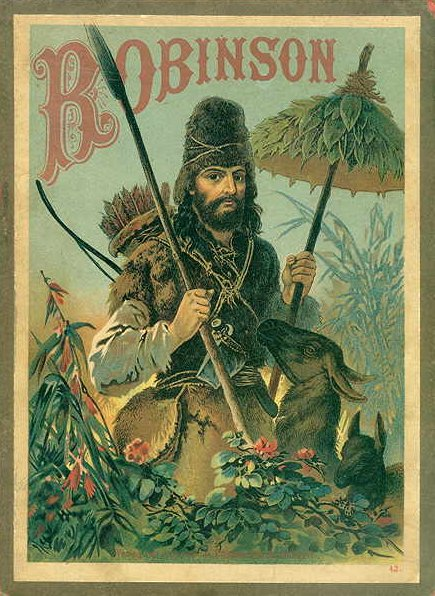
Robinson Crusoe egy 1887-es illusztráción

A robinzonád egy irodalmi műfaj, a kalandregény egyik válfaja, melyet Daniel Defoe angol prózaíró műve, a Robinson Crusoe rendkívüli népszerűsége teremtett meg. Általában olyan igaznak feltüntetett történet, melynek utazó hőse lakatlan szigetre vagy valami más elzárt helyre vetődik, s ott megszervezi életét. A robinzonád összekapcsolódhat egyes esetekben társadalmi-politikai utópiával is.
Magát a robinzonád szót Johann Gottfried Schnabel német író alkotta meg, a Die Insel Felsenburg című művének előszavában (1731).
A robinzonád őstípusában a főhős valamilyen szerencsétlenség következtében hirtelen elszigetelődik a civilizáció kényelmétől, általában egy lakatlan szigeten. A szűkös erőforrásokból magának kell megteremtenie a túléléshez szükséges eszközöket. Eltérően Thomas More Utópia című művétől, illetve a romantikus művektől, amelyek a természetet idillikusan írták le, Defoe részvétlennek ábrázolta. A főhős saját képességei és neveltetése folytán menekül, amelyek abban is segítenek, hogy felülkerekedjen sorstársain, illetve az esetlegesen felbukkanó bennszülötteken.
Többek között a Robinson Crusoe hatására jött létre a gyarmatosító hős mítosza; James Joyce szavaival „(Robinson Crusoe) a brit gyarmatosító prototípusa”. A későbbi művek felhasználták és kibővítették ezt a mítoszt.
A robinzonádok elsősorban a 18. és 19. századi német irodalomban voltak népszerűek.

## Robinzonádok az irodalomban
Megjelenés éve szerint
- Johann Wolfgang von Goethe: Iphigénia Tauriszban, 1787
- Johann David Wyss: A svájci Robinson család, 1812
- Jules Verne: A rejtelmes sziget, 1874
- Jules Verne: Robinsonok iskolája, 1881
- Jules Verne: Két év vakáció, 1888
- Tamási Áron: Ábel a rengetegben, 1932
- Charles Nordhoff, James Normann Hall: Lázadás a Bountyn, 1935
- William Golding: A legyek ura, 1954
- Michel Tournier: Péntek vagy a Csendes-óceán végvidéke, 1967
- J. M. Coetzee: Foe, 1986
- Umberto Eco: A tegnap szigete, 1994